# Gimme the Power
«Gimme tha Power» es una canción incluida en el disco ¿Dónde jugarán las niñas?, el primer álbum de estudio de la banda mexicana Molotov, producido por Gustavo Santaolalla y Aníbal Kerpel y publicado por la disquera Universal Music en julio de 1997.
Es considerada una de las canciones más emblemáticas y conocidas de Molotov, a pesar de que no se tocaba en la radio, pero también de las más controvertidas, pues la letra critica duramente a los políticos del Partido Revolucionario Institucional, que en ese entonces estaba en el poder en México.
En 2012, Olallo Rubio dirigió un documental acerca de la banda que lleva por título el nombre de la canción.
El video musical de la canción, dirigido por Jorge Aguilera, obtuvo dos premios MTV Video Music Awards en 1998, bajo las categorías International Viewer's Choice Awards (Latinoamérica - Norte) e International Viewer's Choice Awards (Latinoamérica - Sur).